# Chotovice (district de Svitavy)
Pour les articles homonymes, voir Chotovice.
Chotovice (en allemand : Chotowitz) est une commune du district de Svitavy, dans la région de Pardubice, en République tchèque. Sa population s'élevait à 158 habitants en 2024.

## Géographie
Chotovice se trouve à 11 km à l'ouest-sud-ouest de Litomyšl, à 24 km au nord-ouest de Svitavy, à 35 km au sud-est de Pardubice et à 127 km à l'est-sud-est de Prague.
La commune est limitée par Příluka au nord, par Makov à l'est, par Chotěnov au sud, et par Nová Ves u Jarošova et Nové Hrady à l'ouest.

## Histoire
La première mention écrite du village date de 1142.

## Galerie

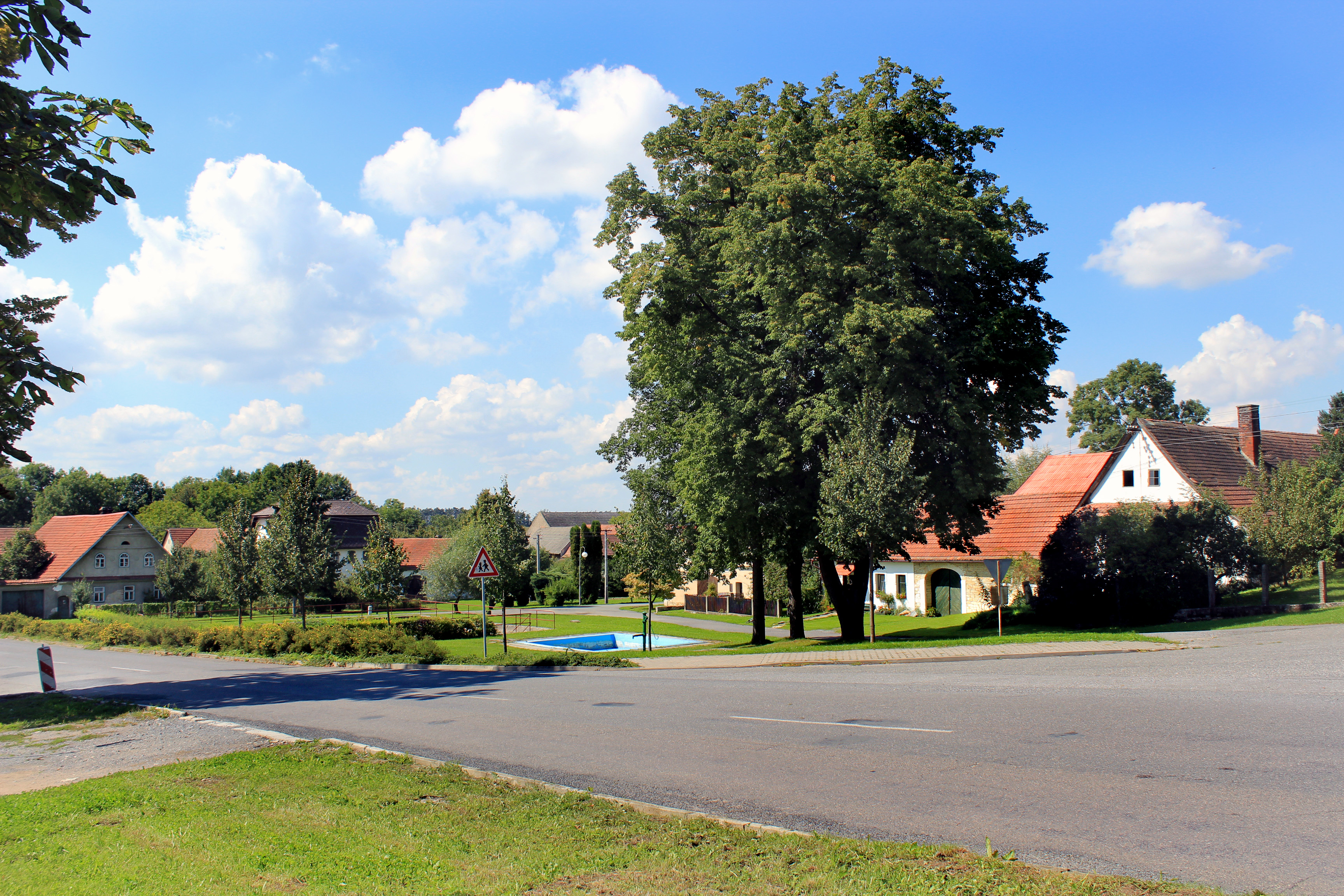
Centre de Chotovice.
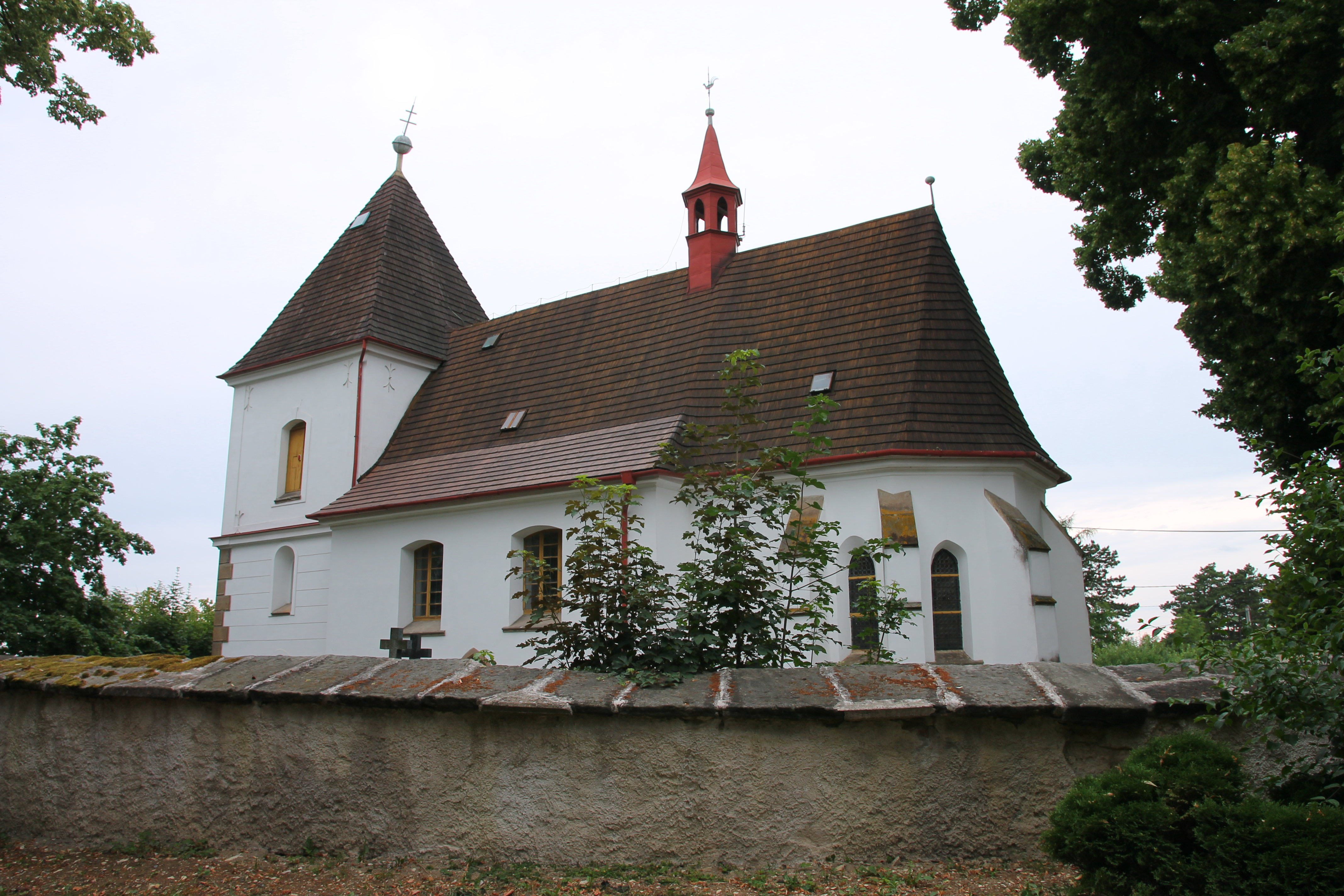
Église Saint-Procope.

## Transports
Par la route, Chotovice se trouve à 14 km de Litomysl, à 31 km de Svitavy, à 46 km de Pardubice et à 162 km de Prague. 